# Roland Coclet
Roland Coclet est un footballeur international belge né le 2 avril 1941.

## Biographie
Roland Coclet est défenseur du Daring Club de Bruxelles à partir de 1960. Avec un club molenbeekois à la recherche de son glorieux passé, il ne réalise qu'une cinquième place en 1961. Il participe néanmoins à deux éditions de la Coupe des villes de foires, en 1966 et 1969. 
Le club descend  en Division 2 en 1969.
L'année suivante, le Daring termine troisième de son championnat, à deux points des deux équipes montantes. Il perd une finale de la Coupe de Belgique au Stade du Heysel, contre le FC Bruges, sur un score fleuve (6 à 1), son coéquipier Jean-Paul Colonval ayant sauvé l'honneur.
De 1970 à 1974, Roland Coclet retourne parmi l'élite en jouant au Beerschot VAV.
Il a été appelé à une reprise en équipe nationale, face à l'URSS en 1968, mais il n'est pas monté au jeu.

## Palmarès
- Finaliste de la Coupe de Belgique en 1970
- 194 matches et 30 buts marqués en Division 1[3]